# ROKS Wang Geon
Le ROKS Wang Geon (DDH-978) est un destroyer de la marine de la république de Corée, quatrième navire de la classe Chungmugong Yi Sun-sin. Il est nommé d’après Wang Geon.

## Conception
Le KDX-II fait partie d’un programme de construction beaucoup plus vaste visant à transformer la ROKN en une marine de haute mer. On dit qu’il s’agit du premier navire de combat majeur furtif de la ROKN et qu’il a été conçu pour augmenter considérablement les capacités de la ROKN.

## Carrière
Le ROKS Wang Geon a été construit par Hyundai Heavy Industries, lancé le 4 mai 2005 et mis en service le 10 novembre 2006.

### RIMPAC 2014
Le ROKS Wang Geon, le ROKS Seoae Ryu Seong-ryong et un sous-marin de classe Chang Bogo ont participé au RIMPAC 2014 du 26 juin au 1er août 2014.
Le ROKS Wang Geon a participé à l’exercice Talisman Sabre 21 (TS21), un exercice militaire bilatéral à grande échelle entre l’Australie et les États-Unis, qui a débuté le 18 juillet 2021 au large de la côte nord-est de l’Australie. Il s’agissait de la neuvième édition de Talisman Sabre, depuis la création de cet exercice biennal en 2005. L’exercice a duré un mois et impliqué plus de 17 000 participants de sept pays. Au cours de la partie en mer de TS21, les pays partenaires se sont entraînés ensemble pour opérer et se soutenir mutuellement dans un environnement maritime contesté. Les équipages des deux navires de logistique de combat du Military Sealift Command, l’USNS Rappahannock (T-AO-204) et l’USNS Alan Shepard (T-AKE-3), et des navires australiens ont pratiqué des protocoles de communication pont à pont. Tout au long du TS21, le Rappahannock et l'Alan Shepard ont effectué des ravitaillements en mer avec les navires participants. Le Rappahannock a ravitaillé le ROKS Wang Geon le 19 juillet 2021 dans la mer de Corail.
En novembre 2021, le ROKS Wang Geon et le ROKS Soyang ont fait une escale à la Base des Forces canadiennes d’Esquimalt, en Colombie-Britannique. Ils faisaient alors partie de la croisière de la Force opérationnelle d’entraînement de la marine de la république de Corée. Tous les membres d’équipage ont dû suivre les directives sanitaires provinciales, et ils sont restés à bord des navires pendant leur séjour à Esquimalt.

## Galerie

Galerie ROKS Wang Geon
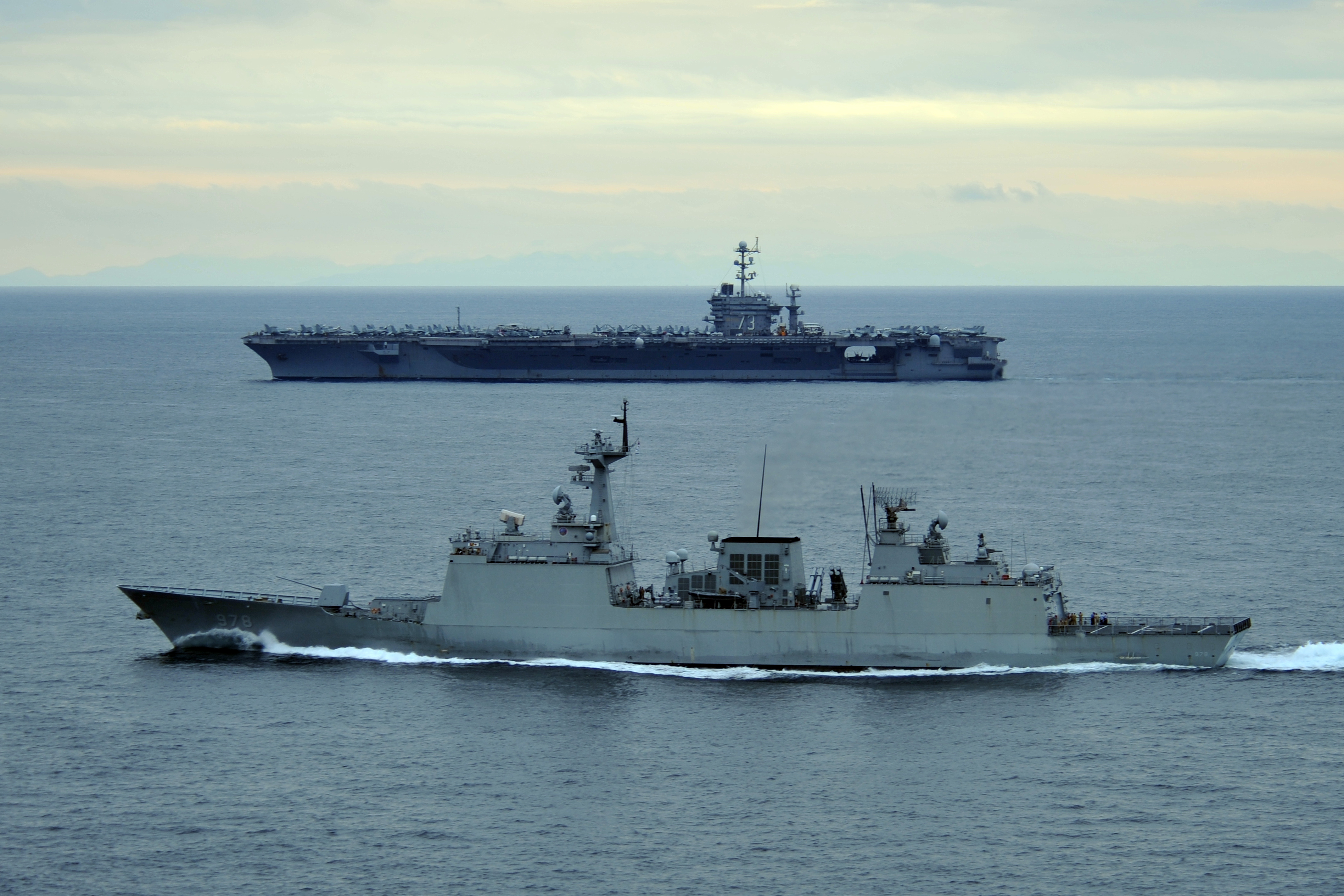
Le ROKS Wang Geon aux côtés de l’USS George Washington (CVN-73) lors d’une patrouille le 29 septembre 2011.
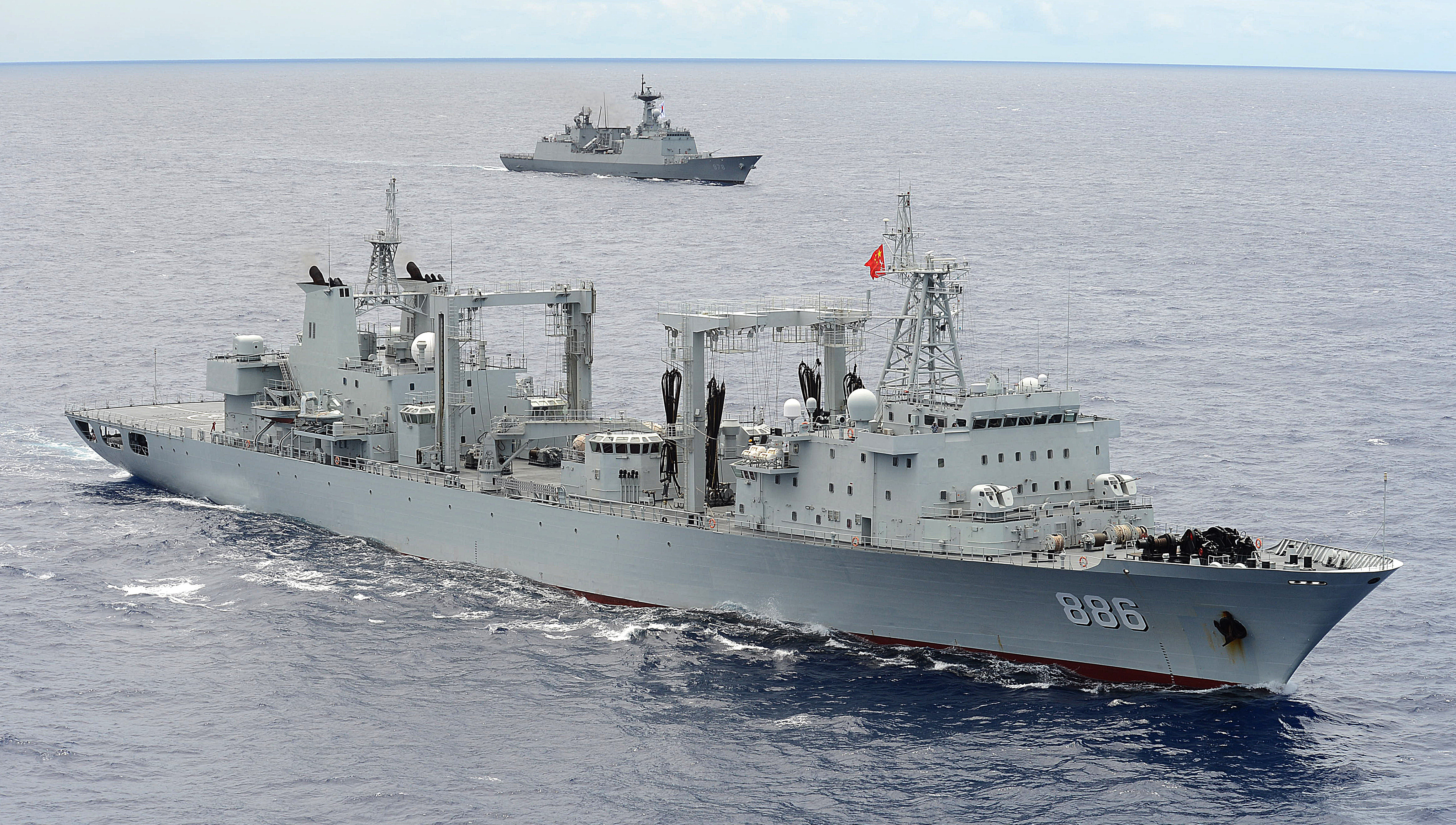
Le PLAN Qiandaohu et le ROKS Wang Geon pendant RIMPAC 2014.
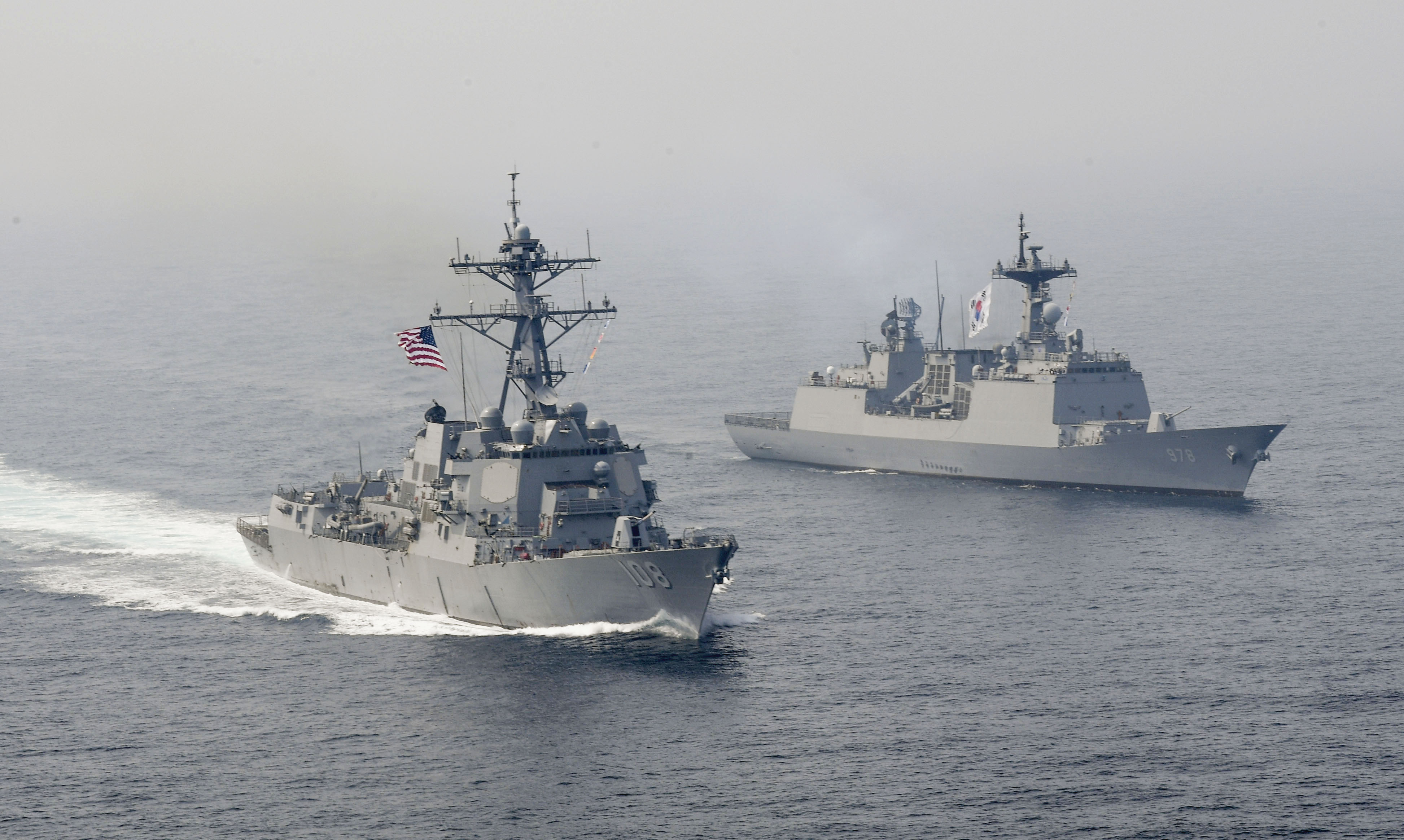
L’USS Wayne E. Meyer et le ROKS Wang Geon lors d’un exercice bilatéral le 24 avril 2017.